# Fusina
Fusina è una località del comune di Venezia, situata in terraferma e compresa nella municipalità di Marghera. Sorge sull'antica foce del fiume Brenta, oggi occupata dal Naviglio del Brenta.

## Storia
Fusina era anticamente nota come Lixa o Lizza Fusina (è citata per la prima volta nel 1191). Riguardo al toponimo si sono avanzate molte ipotesi: se Fusina significa chiaramente "officina", è ancora incerta la derivazione di Lizza. La teoria più recente e probabile lo avvicina ai verbi lisciare (nel senso di "scivolare") e drizzare, in riferimento all'attività di un macchinario utilizzato per trasferire le barche dal Brenta alla Laguna.
Il Brenta era infatti stato sbarrato da un argine artificiale detto de intestadura (la famosa Tajada, completata nel 1339) per deviare i detriti fluviali che, a forza di accumularsi, avrebbero potuto compromettere la sopravvivenza di Venezia. Il macchinario fu costruito nel 1438 ma venne demolito tempo dopo, ormai reso inutile dalla costruzione delle chiuse di Mira Porte e del cosiddetto ponte del vaso del Dolo, avvenuta tra il 1604 e il 1612 prima della conclusione del Taglio Nuovissimo del Brenta.
Il 5 ottobre 1838 proprio da Fusina l'imperatore Ferdinando I d'Austria s'imbarcò alla volta di Venezia durante il suo viaggio per l'incoronazione (avvenuta il 6 settembre a Milano).
Fino al 1926 Fusina era compresa nel comune di Mira.

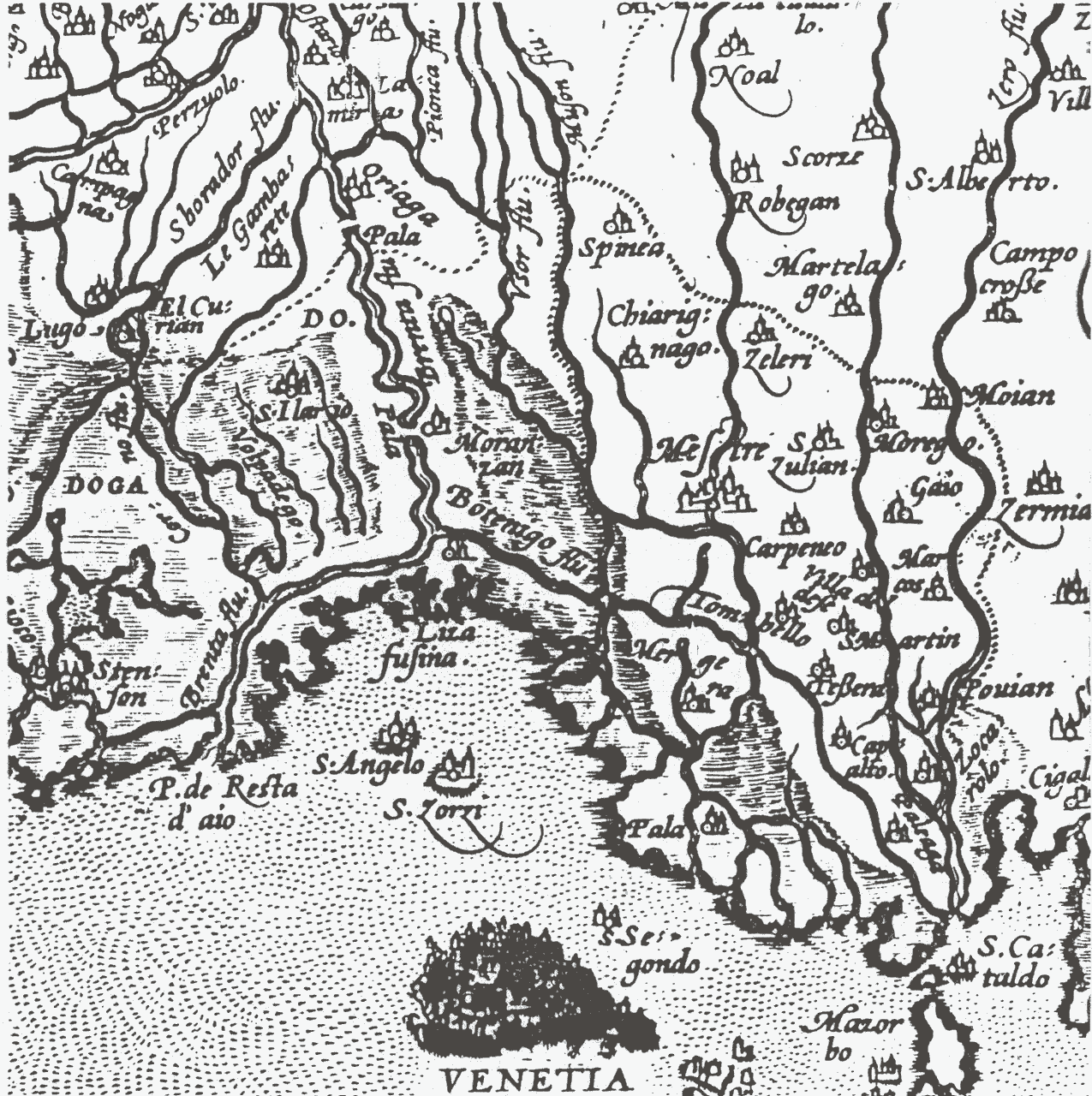
Foce della Brenta Vecchia a Fusina, mappa del XV secolo.

## La zona industriale
Dagli anni sessanta del Novecento, Fusina è la località di delimitazione sud della seconda zona industriale di Porto Marghera, con la presenza di una grande centrale termoelettrica dell'Enel (Centrale termoelettrica Andrea Palladio) di 1200 MW installati e di altre grandi industrie.
Nel 2007 è stato inaugurato un nuovo termovalorizzatore in grado di gestire il flusso di rifiuti per l'intera area di Venezia città, Mestre ed hinterland. Tale termovalorizzatore, progettato e costruito in poco più di due anni, è dotato di moderne tecnologie che gli permettono di ridurre le emissioni di polveri sottili nell'atmosfera.
Una innovazione assoluta appare invece la centrale a ciclo combinato alimentata a idrogeno, che è entrata in servizio il 12 luglio 2010 nei pressi del petrolchimico di Porto Marghera. È sorta per una iniziativa mista che vede Enel e unione degli industriali di Venezia tra i promotori, sostenuti dalla Regione e dal Ministero dell'ambiente. Tra le sue caratteristiche peculiari è la prima alimentata totalmente con l'idrogeno; il consumo previsto è di 59 milioni di metri cubi all'anno, prodotto dalla raffineria, e sufficiente per generare 60 GWh di elettricità, quantificabile al consumo di 20000 famiglie. Come se non bastasse, questa scelta consentirebbe, secondo le stime più accreditate, un risparmio notevole di CO2, pari a 170000 tonnellate all'anno.
La centrale di Fusina non risolverà da sola tutti i problemi energetici che martoriano il territorio, comunque rappresenta un indispensabile passo in avanti verso la economia a idrogeno e le futuribili fonti rinnovabili, comprendenti il nucleare, della cosiddetta quarta generazione.
In qualunque caso la tecnologia applicata, la cattura e la conservazione della CO2, appare uno dei modi più efficaci per continuare a sfruttare i combustibili fossili.

## Infrastrutture e trasporti
Fra il 1885 e il 1954 Fusina rappresentò il capolinea orientale della tranvia Padova-Malcontenta-Fusina, gestita dalla Società delle Guidovie Centrali Venete; giunti a Fusina i convogli tranviari trovavano coincidenza con i battelli per Venezia gestiti dalla Società Veneta Lagunare, anch'essa controllata dalla Società Veneta.
Oggi, il trasporto pubblico a Fusina è garantito, per la parte terrestre, mediante autocorse svolte da ACTV. Per quanto riguarda il trasporto acqueo, la società Terminal Fusina Venezia — avviata dall'avvocato Giorgio Falcon, fondatore anche del Camping Fusina — detiene la concessione della storica linea di accesso a Venezia via laguna, con partenza dal pontile ACTV sito a punta Fusina, e gestisce un'ulteriore tratta per la spiaggia degli Alberoni (sita nell'isola del Lido) nonché, dal 6 luglio 2014, verso Pellestrina.
La medesima società gestisce un ampio parcheggio per auto, moto e bus, posizionato di fronte agli imbarchi per Alberoni e Pellestrina.